# Zaouïa de Sidi Belkaïd
La Zaouïa de Sidi Belkaïd est un édifice religieux situé à Birkhadem, dans la wilaya d’Alger, en Algérie. Elle fait partie des Zaouïas en Algérie affiliées à la Confrérie Habriya (ar) sous la tutelle du Ministère des Affaires religieuses et des Wakfs et de la Référence religieuse algérienne.

## Construction
Le projet de construction de la Zaouïa de Sidi Belkaïd à Alger a été lancé en date du 2 septembre 2016,.
Les travaux de son édification ont commencé près de Tixeraïne en l'an 2016 grégorien correspondant à l'an 1437 hégirien.
Les travaux de cette école coranique ont duré deux années pour être achevés en l'an 2018 grégorien correspondant à l'an 1439 hégirien.

## Inauguration
La Zaouïa de Sidi Belkaïd a été inaugurée par la président algérien Abdelaziz Bouteflika le 14 mai 2018.
Cette inauguration s'est déroulée deux jours avant le début du mois de Ramadhan pour accueillir les causeries religieuses de la série "Dourouss Mohammadia".

## Description
La Zaouïa de Sidi Belkaïd est un lieu de culte érigé sur une superficie globale de 5 hectares, abritant une école coranique d'une capacité d’accueil de 300 places ainsi qu'une bibliothèque de 1 200 m2.
Ce lieu compte également un centre de formation professionnelle qui permet aux étudiants d’obtenir, outre leurs titres en éducation islamique, des diplômes pour pouvoir exercer plus tard d’autres métiers en cas de choix d'une autre formation autre qu'Imam.